# Peter Lundgren (tennis)
Pour les articles homonymes, voir Peter Lundgren et Lundgren.
Peter Lundgren, né le 29 janvier 1965 à Gudmundrå et mort le 22 août 2024, est un joueur et entraîneur de tennis suédois.
Il est notamment connu pour avoir entraîné Roger Federer au début des années 2000.

## Carrière
Peter Lundrgen a fait partie de la génération dorée du tennis suédois des années 1980, atteignant le 25e rang mondial en décembre 1985, derrière Mats Wilander, Stefan Edberg, Anders Järryd, Joakim Nyström et Henrik Sundström. Son jeu est directement inspiré de Björn Borg.
En 1985, il remporte le tournoi Challenger de Thessalonique. Classé 156e mondial, il s'impose le mois suivant sur le tournoi ATP de Cologne en sortant des qualifications et après avoir écarté Tim Wilkison et Ramesh Krishnan. Il enchaîne avec un titre à Bergen face à Jan Gunnarsson et termine la saison dans le top 30.
Il connait ensuite une saison difficile qui entraîne une sortie du top 100. Ce n'est qu'à l'été 1987 qu'il retrouve un bon niveau, dominant tout d'abord le n°7 Pat Cash à Montréal et le n°2 Mats Wilander à Cincinnati, puis en s'imposant sur deux tournois de la tournée nord-américaine à Rye Brook et San Francisco, écartant en demi-finale Ivan Lendl, alors no 1 mondial (6-3, 4-6, 7-6). Il reçoit en fin d'année l'ATP Award Most Improved Player of the year récompensant le joueur s'étant le plus amélioré au cours de la saison.
En 1988, il atteint de manière inattendue la finale de l'Open d'Australie en double avec Jeremy Bates, s'inclinant contre Rick Leach et Jim Pugh. Il clôt une saison inégale par une finale à Stockholm contre Boris Becker. En 1989, il obtient son meilleur résultat dans un tournoi du Grand Chelem en simple avec un huitième de finale à Wimbledon grâce notamment à une victoire sur Mikael Pernfors au second tour et enchaîne sur gazon avec une finale à Newport. Sa saison 1990 est marquée par une finale à Indianapolis où il perd à nouveau contre Becker. En quart de finale, il élimine Andre Agassi sur le score de 6-4, 6-0. Il remporte en octobre le dernier titre ATP de sa carrière à Sydney en double avec Broderick Dyke.
Il compte quatre sélections en équipe de Suède de Coupe Davis, jouant deux matchs de double avec Stefan Edberg contre la Finlande en 1990 et la Yougoslavie en 1991.
Après sa retraite sportive, il devient en 1996 entraîneur de Marcelo Ríos et aide ce dernier a atteindre le top 10. Il est ensuite embauché par Swiss Tennis où il est responsable des juniors. Entre 2000 et 2003, il travaille avec Roger Federer dont il devient le mentor. Il révèle le joueur suisse, l'emmenant jusqu'au titre à Wimbledon en 2003, son premier Grand Chelem en carrière. Ils se séparent en décembre après un succès à la Masters Cup. Il rencontre également le succès aux côtés de Marat Safin puisqu'ils remportent ensemble l'Open d'Australie 2005. Parmi ses élèves, figurent également Márcos Baghdatís, Grigor Dimitrov, Stanislas Wawrinka et la joueuse slovaque Daniela Hantuchová.
Souffrant du diabète, il est amputé d'un pied en octobre 2023 en raison d'une infection. Il meurt en août 2024.

## Palmarès

### Titres en simple messieurs
| No | Date       | Nom et lieu du tournoi                | Catégorie | Dotation  | Surface         | Finaliste       | Score         |  |
| -- | ---------- | ------------------------------------- | --------- | --------- | --------------- | --------------- | ------------- |  |
| 1  | 21-10-1985 | Tournoi de tennis de Cologne, Cologne |           | 80 000 $  | Dur (int.)      | Ramesh Krishnan | 6-3, 6-2      |  |
| 2  | 24-08-1987 | Nynex Open, Rye Brook                 |           | 89 400 $  | Dur (ext.)      | John Ross       | 6-7, 7-5, 6-3 |  |
| 3  | 28-09-1987 | Transamerica Open, San Francisco      |           | 232 000 $ | Moquette (int.) | Jim Pugh        | 6-1, 7-5      |  |

### Finales en simple messieurs
| No | Date       | Nom et lieu du tournoi                                | Catégorie           | Dotation  | Surface      | Vainqueur    | Score         |  |
| -- | ---------- | ----------------------------------------------------- | ------------------- | --------- | ------------ | ------------ | ------------- |  |
| 1  | 31-10-1988 | Stockholm Open, Stockholm                             | Championship Series | 450 000 $ | Dur (int.)   | Boris Becker | 6-4, 6-1, 6-1 |  |
| 2  | 10-07-1989 | Volvo Hall of Fame Tennis Championships, Newport (RI) |                     | 125 000 $ | Gazon (ext.) | Jim Pugh     | 6-4, 4-6, 6-2 |  |
| 3  | 13-08-1990 | GTE US Men's Hardcourt Championships, Indianapolis    | Championship Series | 825 000 $ | Dur (ext.)   | Boris Becker | 6-3, 6-4      |  |

### Titres en double messieurs
| No | Date       | Nom et lieu du tournoi                               | Catégorie           | Dotation  | Surface      | Partenaire     | Finalistes                 | Score         |  |
| -- | ---------- | ---------------------------------------------------- | ------------------- | --------- | ------------ | -------------- | -------------------------- | ------------- |  |
| 1  | 06-10-1986 | Tournoi de tennis de Tel Aviv Tel Aviv               |                     | 85 000 $  | Dur (ext.)   | John Letts     | Christo Steyn Danie Visser | 6-3, 3-6, 6-3 |  |
| 2  | 04-07-1988 | Volvo Hall of Fame Tennis Championships Newport (RI) |                     | 115 000 $ | Gazon (ext.) | Kelly Jones    | Scott Davis Dan Goldie     | 6-3, 7-6      |  |
| 3  | 01-10-1990 | Australian Indoor Tennis Championship Sydney         | Championship Series | 750 000 $ | Dur (int.)   | Broderick Dyke | Stefan Edberg Ivan Lendl   | 6-2, 6-4      |  |

### Finales en double messieurs
| No | Date       | Nom et lieu du tournoi                          | Catégorie              | Dotation  | Surface    | Vainqueurs                       | Partenaire      | Score         |          |
| -- | ---------- | ----------------------------------------------- | ---------------------- | --------- | ---------- | -------------------------------- | --------------- | ------------- | -------- |
| 1  | 21-10-1985 | Tournoi de tennis de Cologne Cologne            |                        | 80 000 $  | Dur (int.) | Alex Antonitsch Michiel Schapers | Jan Gunnarsson  | 6-4, 7-5      |          |
| 2  | 31-03-1986 | Tournoi de tennis de Cologne Cologne            |                        | 100 000 $ | Dur (int.) | Kelly Evernden Chip Hooper       | Jan Gunnarsson  | 6-4, 6-7, 6-3 |          |
| 3  | 11-01-1988 | Ford Australian Open Melbourne                  | G. Chelem              | 711 450 $ | Dur (ext.) | Rick Leach Jim Pugh              | Jeremy Bates    | 6-3, 6-2, 6-3 | Parcours |
| 4  | 15-02-1988 | US National Indoor Tennis Championships Memphis |                        | 297 500 $ | Dur (int.) | Kevin Curren David Pate          | Mikael Pernfors | 6-2, 6-2      |          |
| 5  | 03-10-1988 | Ebel Swiss Indoors Bâle                         |                        | 240 000 $ | Dur (int.) | Jakob Hlasek Tomáš Šmíd          | Jeremy Bates    | 6-3, 6-1      |          |
| 6  | 23-07-1990 | Canadian Open Toronto                           | Championship Series SW | 930 000 $ | Dur (ext.) | Paul Annacone David Wheaton      | Broderick Dyke  | 6-1, 7-6      |          |
| 7  | 30-07-1990 | Volvo Tennis Los Angeles                        | World Series           | 225 000 $ | Dur (ext.) | Scott Davis David Pate           | Paul Wekesa     | 3-6, 6-1, 6-3 |          |

## Parcours dans les tournois duGrand Chelem

### En simple
| Année | Open d'Australie | Open d'Australie | Internationaux de France | Internationaux de France | Wimbledon       | Wimbledon        | US Open         | US Open          |
| ----- | ---------------- | ---------------- | ------------------------ | ------------------------ | --------------- | ---------------- | --------------- | ---------------- |
| 1985  | —                | —                | —                        | —                        | —               | —                | 2e tour (1/32)  | Thierry Tulasne  |
| 1986  | —                | —                | 1er tour (1/64)          | Fernando Luna            | 2e tour (1/32)  | Amos Mansdorf    | 1er tour (1/64) | Ricardo Acuña    |
| 1987  | —                | —                | 1er tour (1/64)          | Mike De Palmer           | 1er tour (1/64) | C. Bergström     | 2e tour (1/32)  | Andrei Chesnokov |
| 1988  | 2e tour (1/32)   | John Frawley     | 1er tour (1/64)          | Guy Forget               | 2e tour (1/32)  | Michiel Schapers | 1er tour (1/64) | Gianluca Pozzi   |
| 1989  | 1er tour (1/64)  | H. de la Peña    | 1er tour (1/64)          | Olli Rahnasto            | 1/8 de finale   | Ivan Lendl       | 2e tour (1/32)  | Stefan Edberg    |
| 1990  | —                | —                | 1er tour (1/64)          | Jakob Hlasek             | 1er tour (1/64) | Jeremy Bates     | 2e tour (1/32)  | Pete Sampras     |
| 1991  | 2e tour (1/32)   | G. Layendecker   | 2e tour (1/32)           | O. Delaitre              | 2e tour (1/32)  | Boris Becker     | 1er tour (1/64) | Jimmy Arias      |
| 1992  | 1er tour (1/64)  | Amos Mansdorf    | —                        | —                        | —               | —                | —               | —                |

N.B. : à droite du résultat se trouve le nom de l'ultime adversaire.

### En double
| 1986 | —                                                                                | —                                                                               | 1er tour (1/32) M. Pernfors \|\| style="text-align:left;" \| T. Benhabiles J.-P. Fleurian | 1er tour (1/32) S. Svensson \|\| style="text-align:left;" \| W. Fibak G. Forget    | 1er tour (1/32) J. Svensson \|\| style="text-align:left;" \| C. Hooper M. Leach |                                                                               |
| 1987 | —                                                                                | —                                                                               | 1er tour (1/32) R. Båthman \|\| style="text-align:left;" \| G. Bloom C. Suk               | 1er tour (1/32) R. Båthman \|\| style="text-align:left;" \| J. Bates A. Castle     | 2e tour (1/16) J. Letts \|\| style="text-align:left;" \| E. Korita K. Warwick   |                                                                               |
| 1988 | Finale J. Bates                                                                  | Rick Leach Jim Pugh                                                             | 1er tour (1/32) J. Bates \|\| style="text-align:left;" \| J. Stoltenberg T. Woodbridge    | 2e tour (1/16) J. Bates \|\| style="text-align:left;" \| G. Connell G. Michibata   | 1er tour (1/32) J. Bates \|\| style="text-align:left;" \| K. Flach R. Seguso    |                                                                               |
| 1989 | 2e tour (1/16) J. Bates \|\| style="text-align:left;" \| D. Cahill M. Kratzmann  | 1er tour (1/32) J. Bates \|\| style="text-align:left;" \| G. Luza C. Miniussi   | 1er tour (1/32) J. Bates \|\| style="text-align:left;" \| Z. Ali J. Canter                | 1er tour (1/32) J. Bates \|\| style="text-align:left;" \| M. Davis T. Pawsat       |                                                                                 |                                                                               |
| 1990 | —                                                                                | —                                                                               | —                                                                                         | —                                                                                  | 2e tour (1/16) N. Fulwood \|\| style="text-align:left;" \| J. Grabb P. McEnroe  | 1er tour (1/32) B. Dyke \|\| style="text-align:left;" \| P. Aldrich D. Visser |
| 1991 | 2e tour (1/16) B. Dyke \|\| style="text-align:left;" \| Bo. Becker P. Kühnen     | 1er tour (1/32) B. Dyke \|\| style="text-align:left;" \| D. Cahill M. Kratzmann | 1er tour (1/32) B. Dyke \|\| style="text-align:left;" \| N. Fulwood D. Sapsford           | 1er tour (1/32) B. Dyke \|\| style="text-align:left;" \| P. Haarhuis M. Koevermans |                                                                                 |                                                                               |
| 1992 | 1er tour (1/32) B. Dyke \|\| style="text-align:left;" \| J. Fitzgerald A. Järryd | 1/8 de finale B. Dyke \|\| style="text-align:left;" \| D. Adams A. Olhovskiy    | 1er tour (1/32) B. Dyke \|\| style="text-align:left;" \| P. McEnroe J. Stark              | 1er tour (1/32) J. Brown \|\| style="text-align:left;" \| K. Jones R. Leach        |                                                                                 |                                                                               |

N.B. : le nom du ou de la partenaire se trouve sous le résultat ; le nom des ultimes adversaires se trouve à droite.

## Parcours dans lesATP Championship Series
| Année | Indian Wells         | Miami                | Monte-Carlo            | Rome                   | Hambourg | Canada                | Cincinnati           | Stockholm             | Paris |
| ----- | -------------------- | -------------------- | ---------------------- | ---------------------- | -------- | --------------------- | -------------------- | --------------------- | ----- |
| 1990  | —                    | 2e tour Kevin Curren | —                      | —                      | —        | 1er tour Brad Pearce  | —                    | 1er tour Rikard Bergh | —     |
| 1991  | 1er tour Marc Rosset | 1er tour R. Krishnan | 1er tour Juan Aguilera | 1er tour H. de la Peña | —        | 2e tour A. Mansdorf   | 2e tour A. Cherkasov | 2e tour Stefan Edberg | —     |
| 1992  | —                    | —                    | —                      | —                      | —        | —                     | —                    | —                     | —     |
| 1993  | —                    | —                    | —                      | —                      | —        | 1er tour Jeff Tarango | —                    | —                     | —     |

N.B. : sous le résultat se trouve le nom de l’ultime adversaire.

## Classements ATP en fin de saison
| Année          | 1984 | 1985 | 1986 | 1987 | 1988 | 1989 | 1990 | 1991 | 1992 | 1993 | 1994 | 1995 |
| Rang en simple | 265  | 31   | 98   | 26   | 66   | 71   | 66   | 141  | 213  | 254  | 386  | 384  |
| Rang en double | 509  | 138  | 104  | 158  | 40   | 266  | 36   | 111  | 178  | 1118 | 502  | 678  |

Source : (en) Classements de Peter Lundgren (tennis) sur le site officiel de la Fédération internationale de tennis